# (1561) Fricke
(1561) Fricke est un astéroïde de la ceinture principale extérieure découvert le 15 février 1941 par l'astronome allemand Karl Wilhelm Reinmuth. Le lieu de découverte est Heidelberg (024). Sa désignation provisoire était 1941 CG.